# متزامن (فلم)
متزامن (بالإنجليزية: Synchronic) هو فيلم رعب خيال علمي من إخراج وانتاج وكتابة جاستن بنسون ومن بطولة جيمي دورنان،أنتوني ماكي،ألي إيوانيدس،كاتي أسيلتون وبيل أوبرست جونيور.
تم عرض الفيلم لأول مرة في مهرجان تورونتو السينمائي الدولي في 7 سبتمير 2019، ومن المقرر أن يعرض في صالات السينما في الولايات المتحدة يوم 23 أكتوبر 2020.